# دولاما
دولاما هي قرية في مقاطعة أرومية، إيران. يقدر عدد سكانها بـ 258 نسمة بحسب إحصاء 2016.